# Архиепархия Божией Матери
Архиепа́рхия  Бо́жией Ма́тери, Римско-Католическая Архиепархия Божией Матери в Москве (лат. Archidioecesis Moscoviensis Matris Dei, итал. L'arcidiocesi della Madre di Dio a Mosca) — римско-католическая (латинского обряда) архиепархия, имеющая центр (кафедру) в Москве и охватывающая своей территорией север европейской части России.

## История

### Истоки
Древнейшие свидетельства присутствия христиан латинской традиции на восточно-славянских землях относятся к IX-X вв. Однако до XVIII века Католическая Церковь в России не имела собственной канонической структуры.   

### Могилевская архиепархия
В 1783 году апостольский легат Джованни Андреа Аркетти, действуя на основании полномочий, данных ему папой Пием VI, канонически утвердил создание Могилёвской архиепархии для католиков Российской империи.  
В 1798 году папа Пий VI учредил Могилёвскую митрополию, включавшую Могилёвскую архиепархию и пять суффраганных епархий на территориях, отошедший Российской империи вследствие разделов Польши. 
Резиденция Могилёвского архиепископа-митрополита находилась в Санкт-Петербурге. Могилёвскую кафедру занимали 14 архиепископов: Станислав Богуш-Сестренцевич (1783—1826), Каспер Цецишовский (1828—1831), Игнатий Павловский (1839—1842), Казимир Дмоховский (1849—1851), Игнатий Головинский (1851—1855), Вацлав Жилиньский (1856—1863), Антоний Фиалковский (1872—1883, Александр Гинтовт-Дзевалтовский (1883—1889, Симон Мартин Козловский (1891—1899), Болеслав Иероним Клопотовский (1901—1903), Ежи Шембек (1903—1905), Аполлинарий Внуковский (1908—1909), Викентий Ключинский (1910—1914), Эдвард фон Ропп (1917—1919, затем в изгнании). 
В периоды вакантной кафедры (между смертью или отставкой действующего архиепископа и назначением нового), иногда длившиеся несколько лет,  функции архиепископа-митрополита выполнял администратор, который, не будучи правящим архиереем, обладал административной властью по управлению архиепархией. 
После изгнания из советской России митрополита Эдварда фон Роппа в 1919 году администратором Могилёвской архиепархии стал  епископ Иоанн (Ян) Цепляк, назначенный титулярным архиепископом Ахридским. В 1923 году он был арестован советской властью и приговорён к смертной казни, однако ввиду давления международной общественности приговор был заменён на 10 лет лишения свободы, а уже в следующем году архиепископа Цепляка выслали из страны.

### Апостольские администратуры советского периода
Советские гонения сделали невозможной нормальную жизнь Католической Церкви в стране. На основании декрета Пия XI от 10 марта 1926 Могилёвская архиепархия была разделена на пять апостольских администратур с центрами в Могилёве, Москве, Ленинграде, Харькове и Казани-Самаре-Симбирске. Было принято решение тайно посвятить нескольких остававшихся в России на свободе католических священников России в епископы. Апостольскую администратуру Москвы возглавил Пий-Эжен Невё, Ленинграда - Антоний Малецкий. 
В результате арестов священников и закрытия церквей к 1937—1938 гг. на территории России осталось только два действующих католических храма (по одному в Москве и Ленинграде). В послевоенное время апостольские администратуры в России de facto прекратили свое существование. 

### Апостольская администратура Европейской части России
13 апреля 1991 года Папа Иоанн Павел II издал несколько апостольских конституций, вновь устанавливающих структуры Католической Церкви в некоторых странах бывшего СССР. На территории России были созданы апостольские администратуры для католиков латинского обряда Европейской части России (лат. administratio apostolica Russiae Europaeae Latinorum, с центром в Москве) и Сибири (лат. Siberiae Latinorum, с центром в Новосибирске). В апостольской конституции Providi quae Decessores говорится: 
все места, которые обычно называются «Европейской частью России», должны быть отделены от Могилевской архиепархии и стать Апостольской Администратурой, которая отныне обозначается титулом «Московская для католиков латинского обряда» и границы которой совпадают с тем, что сейчас определяется как «Европейская часть России». 
Фактически территория апостольской администратуры охватила также часть бывшей Тираспольской епархии (центр которой располагался в Саратове). 

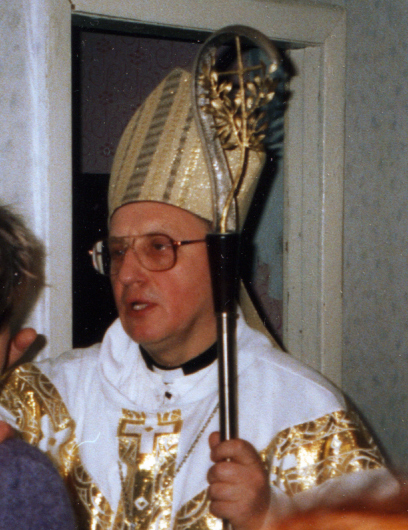
архиепископ Тадеуш Кондрусевич

Апостольским администратором был назначен титулярный архиепископ Гиппон-Диаритский Тадеуш Кондрусевич.
23 марта 1998 г. вспомогательным епископом апостольской администратуры Европейской части России Клеменс Пиккель, титулярный епископ Кузирский. Его пастырской опеке был вверен юг апостольской администратуры, а местом пребывания определён Саратов. 

### Апостольская администратура Севера Европейской части России
23 ноября 1999 года апостольской конституцией Иоанна Павла II Russicae terrae, территория апостольской администратуры Европейской части России была разделена с выделением администратуры Юга Европейской части России (лат. Russiae Europaeae Meridionalis Latinorum), центр которой располагался в Саратове и которую возглавил епископ Клеменс Пиккель. Апостольская администратура с центром в Москве была переименована в апостольскую администратуру Севера Европейской части России (лат. Russiae Europaeae Septentrionalis Latinorum). 

### Учреждение архиепархии Божией Матери и возрождение митрополии
11 февраля 2002 года Папа Иоанн Павел II обнародовал Апостольскую конституцию Russiae intra fines об учреждении в России церковной провинции (митрополии). Апостольская администратура с центром в Москве была возведена в достоинство архиепархии Божией Матери и центра одноимённой митрополии, в состав которой вошли также три вновь учрежденные из апостольских адмнинистратур суффраганные епархии: святого Климента в Саратове, Преображенская в Новосибирске и святого Иосифа в Иркутске.  

В том же папском документе определялся статус правящего архиерея и кафедрального собора:  
Священному пастырю Архиепархии Божией Матери в Москве мы жалуем архиепископское достоинство и степень митрополита, а также права и привилегии, которые причитаются по каноническим нормам другим митрополитам в католическом мире, вместе с требованиями и обязательствами, с этим связанными. Столицу новой архиепархии мы устанавливаем в городе Москве, а существующий там приходской храм, посвященный Богу в честь Непорочного Зачатия, возводим в ранг и достоинство кафедрального собора.  
Возглавлявший апостольскую администратуру Севера Европейской части России архиепископ Тадеуш Кондрусевич стал, таким образом, первым архиепископом-митрополитом архиепархии Матери Божией в Москве.  
10 декабря 2002 года Министерство юстиции Российской Федерации зарегистрировало Централизованную религиозную организацию Римско-Католическая Архиепархия Божией Матери в Москве.  

## Иерархи

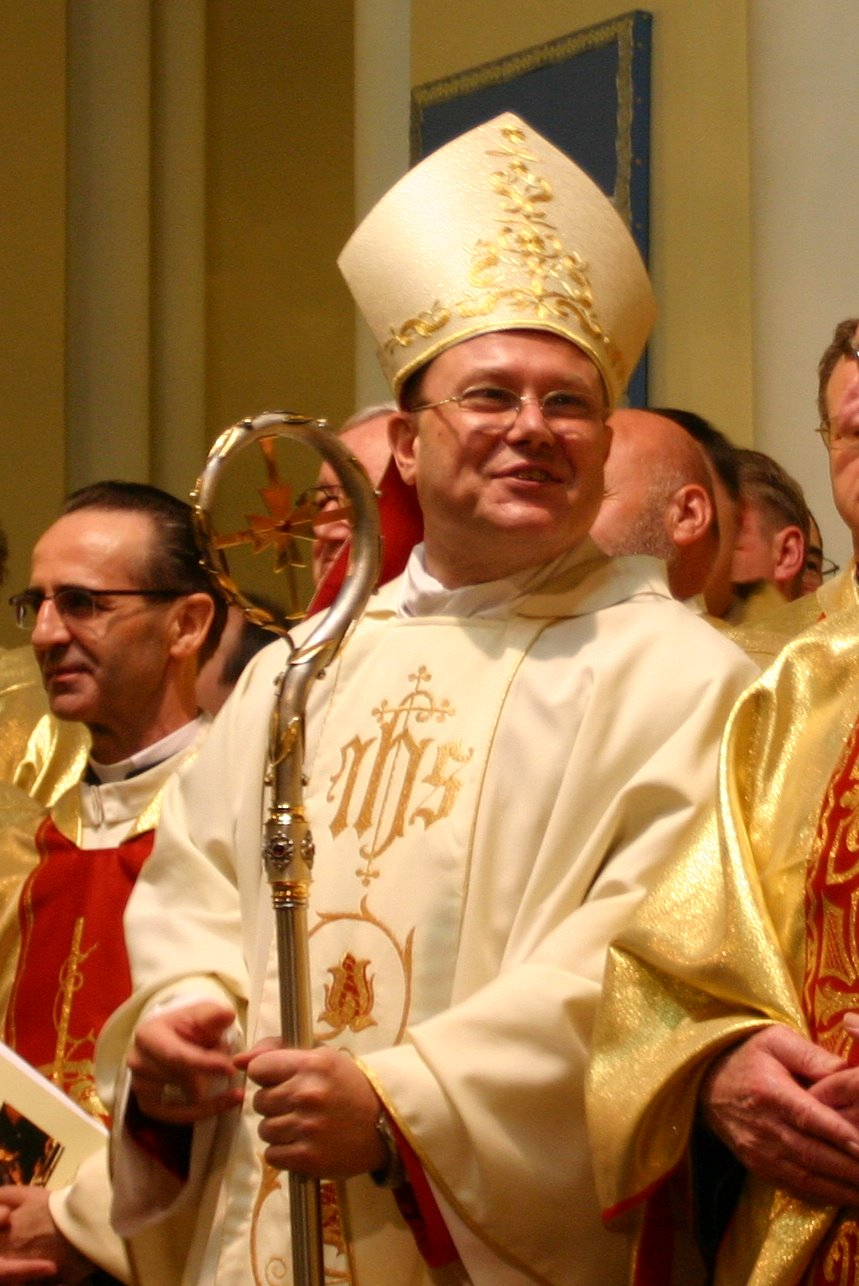
архиепископ Павел Пецци

### Архиепископы
С момента учреждения Апостольской администратуры Европейской части России  (13 апреля 1991 г.) её архиереем был назначен Тадеуш Кондрусевич, титулярный архиепископ Гипоно-Диаритский. 11 февраля 2002 г., в связи с основанием митрополичьей кафедры в Москве, он получил титул первого митрополита-архиепископа архиепархии Божией Матери в Москве. В январе 2003 года в Риме архиепископ Тадеуш Кондрусевич получил митрополичий паллий.  
21 сентября 2007 года Папа Бенедикт XVI перевел архиепископа Тадеуша Кондрусевича в Беларусь, назначив митрополитом-архиепископом Минско-Могилёвским.  
В тот же день новым архиепископом в Москве был назначен Павел (Паоло) Пецци. Его епископская хиротония и восшествие на кафедру состоялись в кафедральном соборе Непорочного Зачатия в Москве 27 октября 2007 года. В январе 2007 года в Риме архиепископ Павел Пецци получил митрополичий паллий.  

### Вспомогательный епископ
30 июля 2020 года вспомогательным епископом архиепархии был назначен Николай Дубинин, титулярный епископ Аквы Бизаценской. Его епископская хиротония состоялась 4 октября 2020 года в кафедральном соборе Непорочного Зачатия в Москве. Является генеральным викарием архиепархии с дополнительными полномочиями в Северо-западном регионе, проживает в Санкт-Петербурге.   

## Территория и структура
Архиепархия входит в пятерку самых крупных по территории католических епархий мира. Её площадь составляет около 2 миллионов 629 тысяч квадратных километров. Для удобства управления архиепархия разделена на два региона: Центральный и Северо-Западный. Центральный регион включает в себя три деканата — Центральный, Южный и Восточный, в состав Северо-Западного региона входят Северо-западный (с центром в Санкт-Петербурге) и Западный (Калининградская область) деканаты.

### Центральный регион

#### Центральный деканат
В состав Центрального деканата входят:
- 7 приходов в Москве — Непорочного Зачатия Пресвятой Девы Марии, св. Людовика, свв. Петра и Павла, св. Ольги, Богоматери Доброй Надежды, св. Андрея Кима, Святого Семейства;
- приход Святых Апостолов Петра и Павла в Архангельске,
- приход Успения Божией Матери в Вологде,
- приход Непорочного Зачатия Пресвятой Девы Марии в Смоленске,
- приход Преображения Господня в Твери,
- приход св. Терезы из Лизье в Ухте,
- пастырский пункт св. Иосифа Обручника в Череповце.

#### Южный деканат
В Южный деканат входят приходы:
- Неустанной помощи Божией Матери в Брянске,
- св. Георгия Великомученика в Калуге,
- Успения Божией Матери в Курске,
- Непорочного Зачатия Пресвятой Девы Марии в Орле,
- Непорочного Зачатия Пресвятой Девы Марии в Рязани,
- Рождества Пресвятой Богородицы в Туле,

а также пастырский пункт в Липецке.

#### Восточный деканат
В Восточный деканат входят приходы:
- Святого Розария во Владимире,
- Вознесения Господня в Иваново,
- Пресвятого Сердца Иисуса в Кирове,
- Непорочного Зачатия Пресвятой Девы Марии в Костроме,
- Успения Пресвятой Девы Марии в Нижнем Новгороде,
- Непорочного Зачатия в Перми,
- Царицы мира в Березниках Пермского края,
- Воздвижения Святого Креста в Ярославле,

а также пастырские пункты в Пермском краю: Красновишерске, Рябинино, Соликамске, Яйве.

### Северо-Западный регион

#### Северо-западный деканат
В Северо-Западный деканат входят:
- 7 приходов в Санкт-Петербурге — Успения Пресвятой Девы Марии, Божией Матери Лурдской, св. Екатерины Александрийской, Святейшего Сердца Иисуса, св. Станислава, Посещения Пресвятой Девой Марией Елизаветы, Иоанна Крестителя в Пушкине,
- 3 прихода в Ленинградской области — св. Гиацинта в Выборге, Матери Божией Кармельской в Гатчине, св. Николая в Луге,
- приход святых апостолов Петра и Павла в Великом Новгороде,
- приход Пресвятой Троицы во Пскове,
- приход св. Антония Падуанского в Великих Луках (Псковская область),
- приход Божией Матери Неустанной Помощи в Петрозаводске,
- приход св. Архангела Михаила в Мурманске,
- пастырские пункты в Зеленогорске (Санкт-Петербург, Курортный район), Апатитах (Мурманская область), Костомукше (Карелия).

#### Западный деканат
В Западный деканат входят приходы и пастырские пункты на территории Калининградской области:
- Калининград — св. Адальберта и Святого Семейства,
- Багратионовск — приход св. Бонифация,
- Балтийск — Пресвятого имени Марии,
- Большаково — пастырский пункт,
- Гвардейск — приход св. Иосифа,
- Гусев — приход св. Апостола Андрея,
- Залесье — приход Трижды Предивной Девы Марии,
- Знаменск — приход Скорбящей Божией Матери,
- Краснознаменск — приход св. Антония,
- Липки Озерского района — пастырский пункт св. Мартина,
- Мамоново — приход Успения Пресвятой Девы Марии,
- Неман — приход Святого Духа,
- Нестеров — приход Святейшего Сердца Иисуса,
- Озерск — приход Благовещения,
- Пионерский — приход Божией Матери Неустанной Помощи,
- Полесск — пастырский пункт,
- Раздольное Багратионовского района — приход Рождества Пресвятой Девы Марии,
- Светлый — приход святых апостолов Петра и Павла,
- Славск — приход св. Франциска,
- Советск — приход Воскресения Христа,
- Черняховск — приход св. Бруно,
- Янтарный — приход Матери Божией Милосердия.

## Статистика
По данным на 2023 год, в архиепархии Божией Матери имелось 63 прихода, 17 пастырских пунктов и доездных точек, несли служение102 священника (49 диоцезальных и 53 монашествующих), 89 монахов и 75 монахинь. 
Точно подсчитать количество верующих католиков в российских условиях не представляется возможным. Приблизительно их число в архиепархии первоначально оценивалось в около 200 тыс. человек, более реальной в последние годы считается цифра около 70 тыс. человек.
| год  | население | население  | население | священники | священники        | священники         | священники                           | постоянные диаконы | монахи  | монахи  | приходы |
| год  | католики  | всего      | %         | всего      | белое духовенство | черное духовенство | число католиков на одного священника | постоянные диаконы | мужчины | женщины | приходы |
| ---- | --------- | ---------- | --------- | ---------- | ----------------- | ------------------ | ------------------------------------ | ------------------ | ------- | ------- | ------- |
| 1999 | 200.000   | 58.820.000 | 0,3       | 91         | 37                | 54                 | 2.197                                | 2                  | 82      | 115     | 61      |
| 2001 | 200.000   | 58.820.000 | 0,3       | 109        | 51                | 58                 | 1.834                                | 2                  | 89      | 115     | 56      |
| 2002 | 200.000   | 58.820.000 | 0,3       | 122        | 57                | 65                 | 1.639                                | 1                  | 96      | 123     | 58      |
| 2003 | 200.000   | 58.820.000 | 0,3       | 132        | 60                | 72                 | 1.515                                | 1                  | 15      | 108     | 63      |
| 2004 | 200.000   | 58.820.000 | 0,3       | 137        | 66                | 71                 | 1.459                                | 1                  | 108     | 129     | 63      |
| 2013 | 200.000   | 58.800.000 | 0,3       | 123        | 47                | 76                 | 1.626                                | 1                  | 114     | 116     | 62      |
| 2016 | 70.000    | 58.800.000 | 0,1       | 117        | 48                | 69                 | 598                                  | 1                  | 104     | 98      | 62      |

В 2020 году Николай Дубинин отвечал: «Если говорить о тех, с кем установлен хотя бы минимальный контакт, то число верующих в нашей архиепархии составляет примерно 70-75 тыс. человек. Национальный состав очень разнообразный, существует ряд сложившихся этнических общин. Некоторые из них, как это принято в нашей церкви, имеют собственные национальные приходы (например, французский, немецкий, корейский). Несомненно, на сегодняшний день большинство в нашей архиепархии составляют те, для кого родным или наиболее привычным языком молитвы и общения является русский. При этом какого-то учёта этнических русских мы не ведем: в России очень много смешанных в национальном и религиозном смысле семей, да и в принципе такое разграничение не имеет смысла. Нельзя сказать, что в последние годы количество наших верующих увеличилось. Думаю, в общем оно остается достаточно стабильным. В крупных городах, создающих условия для притока населения и привлекательных с точки зрения проживания и работы, общины, несомненно, растут. Там, откуда люди уезжают, уменьшается и количество католиков»

## Храмы Архиепархии

### Кафедральный собор

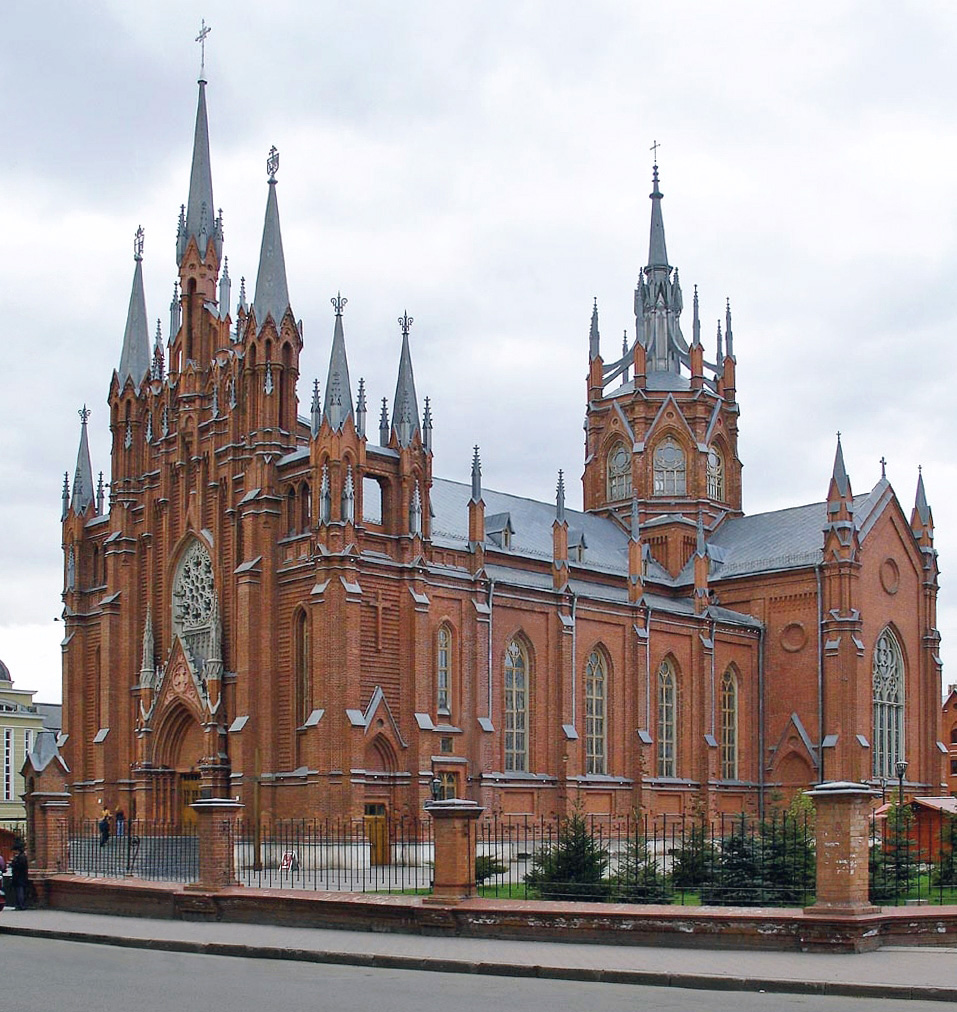
Кафедральный собор Непорочного Зачатия Пресвятой Девы Марии

Церковь Непорочного Зачатия Пресвятой Девы Марии на Малой Грузинской улице в Москве был возведён в неоготическом стиле в 1901—1911 годах по проекту Фомы Богдановича-Дворжецкого.
Освящен 21 декабря 1911 года как филиальный храм московского прихода свв. Петра и Павла.
С 1919 года — приходской храм вновь основанного прихода Непорочного Зачатия.
В 1938 году был конфискован советскими властями и впоследствии серьёзно обезображен.
Верующим здание было полностью возвращено в 1996 году.
По завершении масштабной реставрации 12 декабря 1999 года храм был освящён в качестве собора апостольской администратуры Севера Европейской части России.
С основанием архиепархии Божией Матери в Москве храм получил канонический статус кафедрального собора.

### Собор Успения Пресвятой Девы Марии в Санкт-Петербурге

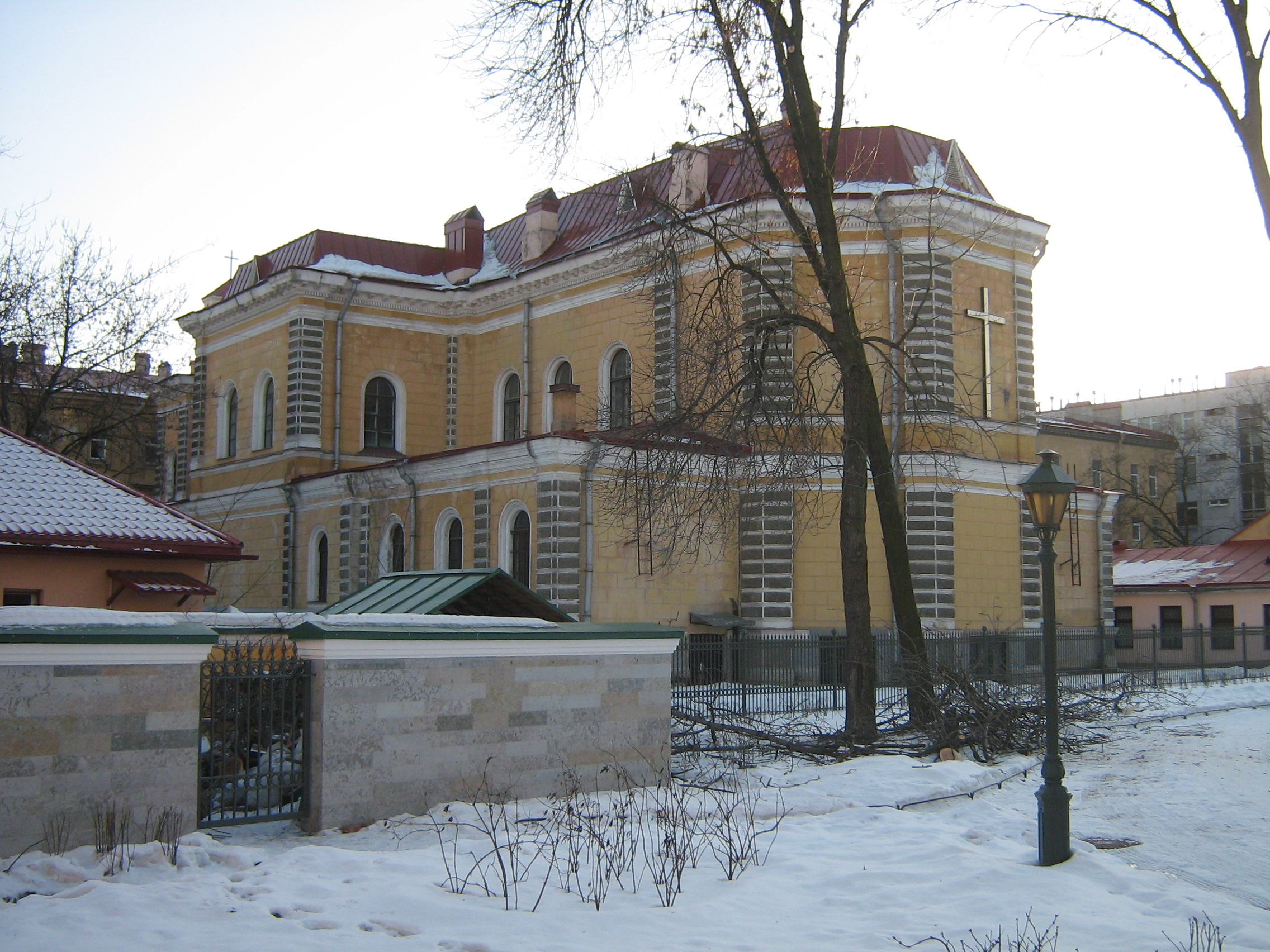
Собор Успения Пресвятой Девы Марии в Санкт-Петербурге (вид с Державинского переулка)

Прокафедральный собор Успения Пресвятой Девы Марии (митрополичья церковь) в Санкт-Петербурге был построен после официального перенесения резиденции Могилёвского митрополита в столицу Российской империи.
Строительство собора в стиле русского классицизма началось в 1870 году по проекту Василия Собольщикова.
Освящен 12 апреля 1873 года, впоследствии неоднократно перестраивался.
Закрыт советской властью в 1930 году.
Возвращен верующим в 1995 году. После масштабной реставрации вновь освящён 24 мая 1998 года.
В 2023 году, в ознаменование 150-летия освящения церкви, принимая во внимание статус в исторической Могилёвской митрополии, значение для Католической Церкви в России, принимая во внимание общецерковную традицию и местные обычаи, учитывая значение места резиденции вспомогательного епископа Архиепархии, митрополит Павел Пецци присвоил храму Успения Девы Марии почётный титул и наименование собора.
Собор расположен на 1-й Красноармейской улице, от которой закрыт фасадом бывшего консисторского управления Могилёвской архиепархии (в настоящее время здесь располагается Католическая высшая духовная семинария «Мария — Царица Апостолов»).

### Базилика святой Екатерины Александрийской в Санкт-Петербурге

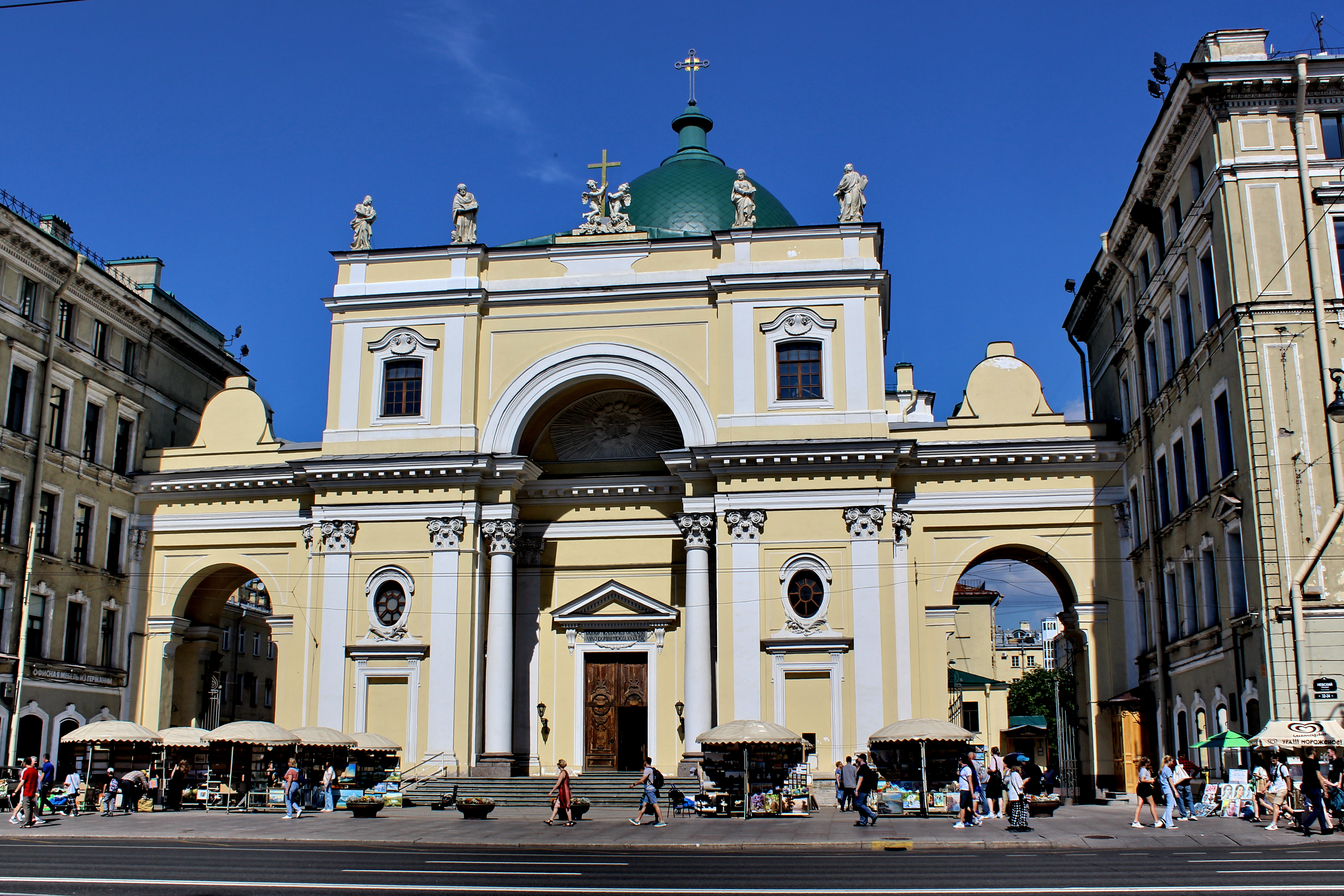
Базилика святой Екатерины в Санкт-Петербурге

Базилика святой Екатерины Александрийской в Санкт-Петербурге (Невский проспект, 32-34) — старейший из ныне действующих католических храмов в России.
Строительство храма длилось с 1761 по 1782 год.
Освящен 7 октября (по старому стилю) 1783 года.
Был закрыт советской властью в 1938 году и разграблен.
В 1984 году серьёзно пострадал в результате сильного пожара, уничтожившего все внутреннее убранство.
Возвращен верующим в 1992 году.
В 2008 году после многолетних реставрационных работ храм был вновь освящён.
В 2013 году церкви был дарован статус малой базилики (на сегодняшний день — единственный случай в России).

### Церковь св. Людовика в Москве

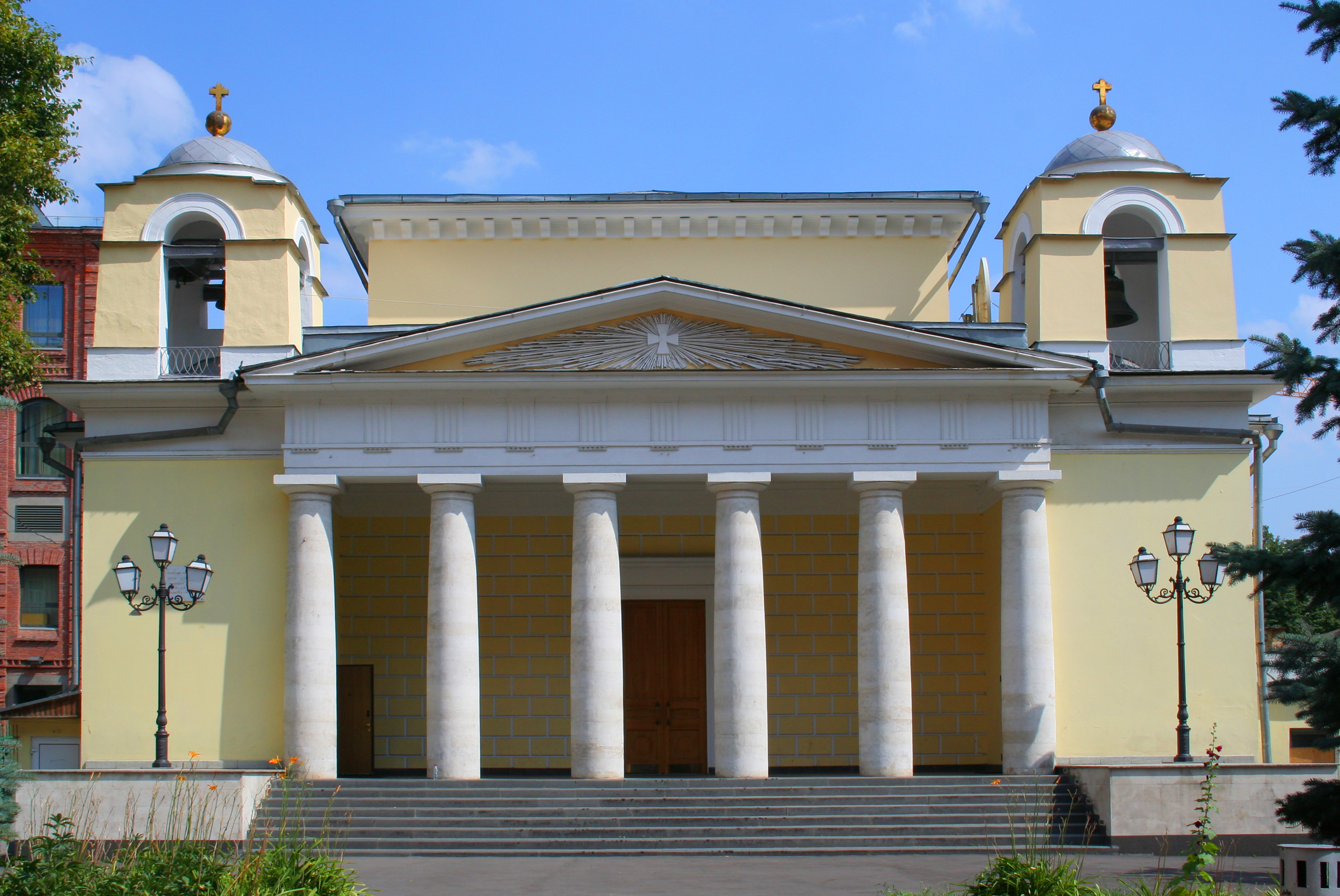
храм св. Людовика в Москве

Церковь Св. Людовика Французского на Малой Лубянке в Москве — единственный в Москве (и один из двух в России) католический храм, не закрывавшийся в советское время.
Построен в стиле классицизма в 1827—1830 годах.
Освящен в 1849 году.
В начале 90-х годов XX века служил главным храмом Апостольской администратуры для католиков латинского обряда Европейской части России.

### Церковь Лурдской Божией Матери в Санкт-Петербурге

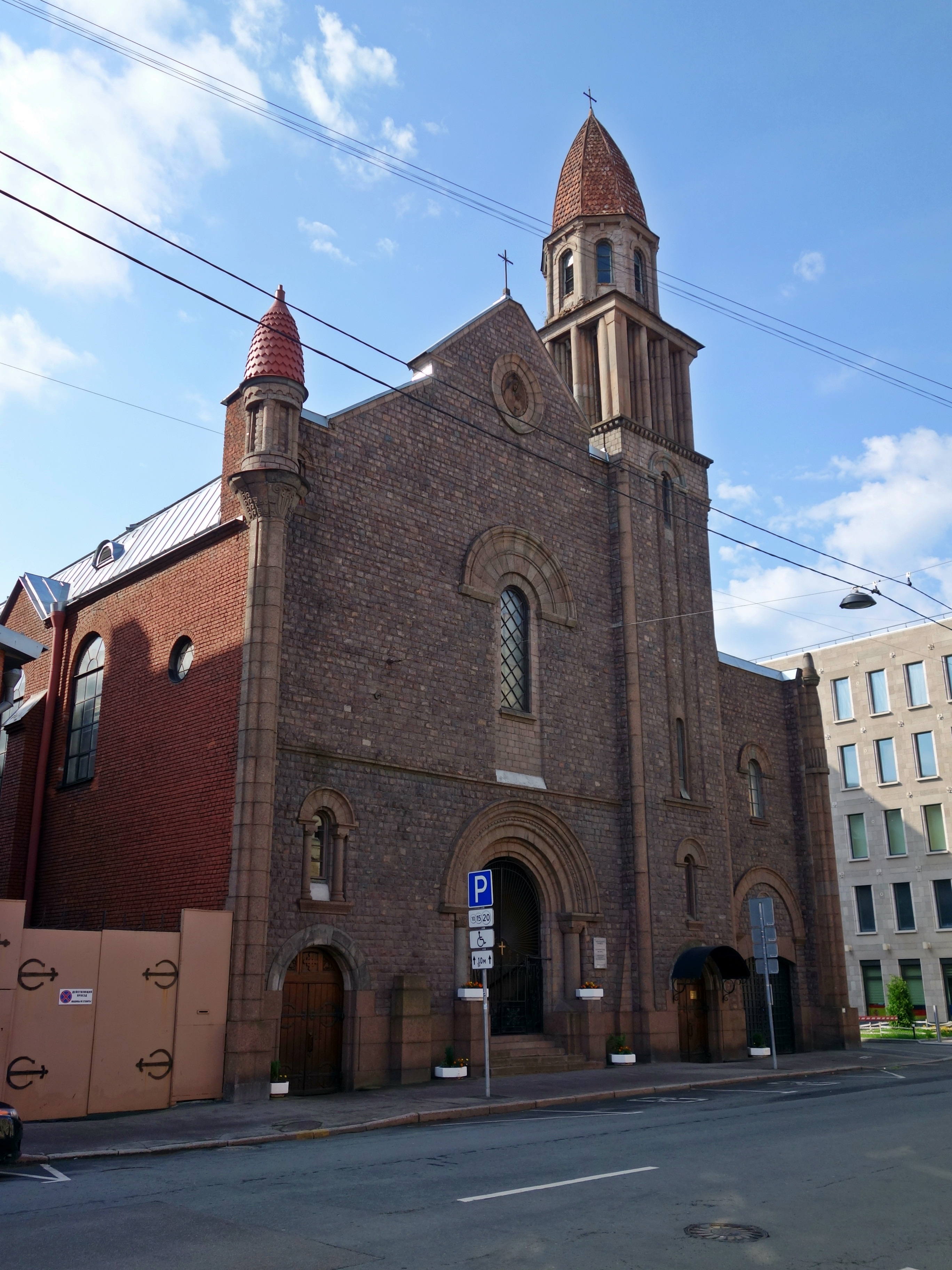
Храм Лурдской Божией Матери в Санкт-Петербурге

Церковь Лурдской Божией Матери в Ковенском переулке — единственный в Санкт-Петербурге (и один из двух в России) католический храм, который не был закрыт в советское время (в том числе, во время блокады).
Построен в 1903—1909 годах в псевдо-романском (с сильным влиянием северного модерна) стиле для нужд французской католической общины по проекту архитекторов Л. Н. Бенуа и М. М. Перетятковича.
Освящён 5 декабря (22 ноября по старому стилю) 1909 года.

### Другие действующие исторические храмы
- Великий Новгород — храм Святых Апостолов Петра и Павла
- Владимир — храм Святого Розария
- Гатчина — Церковь Пресвятой Девы Марии Кармельской
- Курск — храм Успения Богородицы
- Луга — храм Св. Николая
- Пермь — храм Непорочного Зачатия Пресвятой Девы Марии
- Петрозаводск — храм Божией Матери Неустанной Помощи

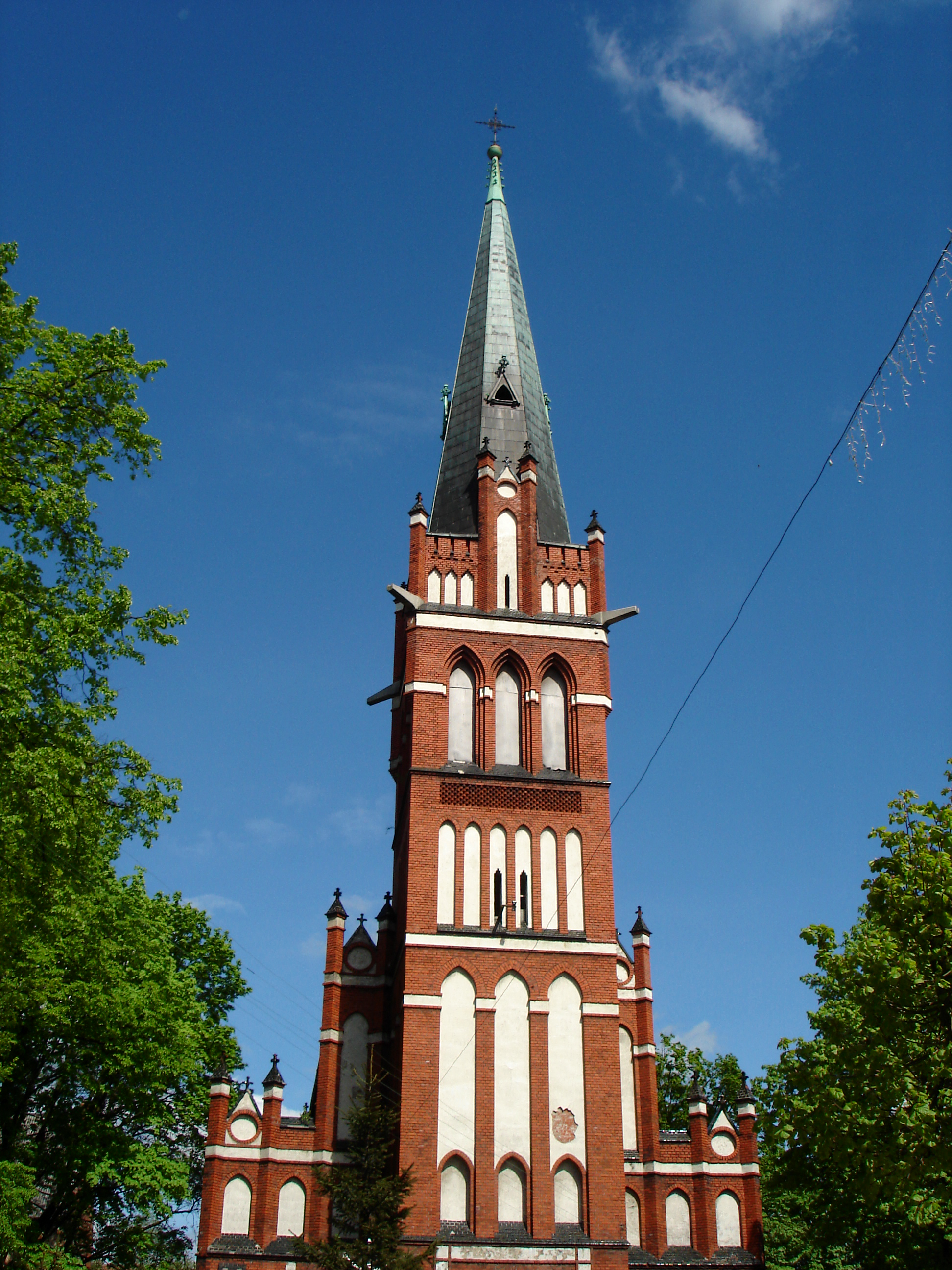
Храм св. Бруно в Черняховске

- Рязань — храм Непорочного Зачатия Пресвятой Девы Марии

- Санкт-Петербург — храм Св. Станислава
- Санкт-Петербург — храм Посещения Пресвятой Девой Марией Елизаветы

- Санкт-Петербург — храм Святейшего Сердца Иисуса

- Санкт-Петербург — церковь Иоанна Крестителя в Пушкине

- Санкт-Петербург — монастырский храм Святого Антония Чудотворца
- Санкт-Петербург — часовня святой Елизаветы Тюрингской при доме монсеньора Хартмута Каниа
- Тула — храм Святых Апостолов Петра и Павла
- Черняховск — храм Св. Бруно

### Храмы современной постройки
- Калининград — храм св. Адальберта

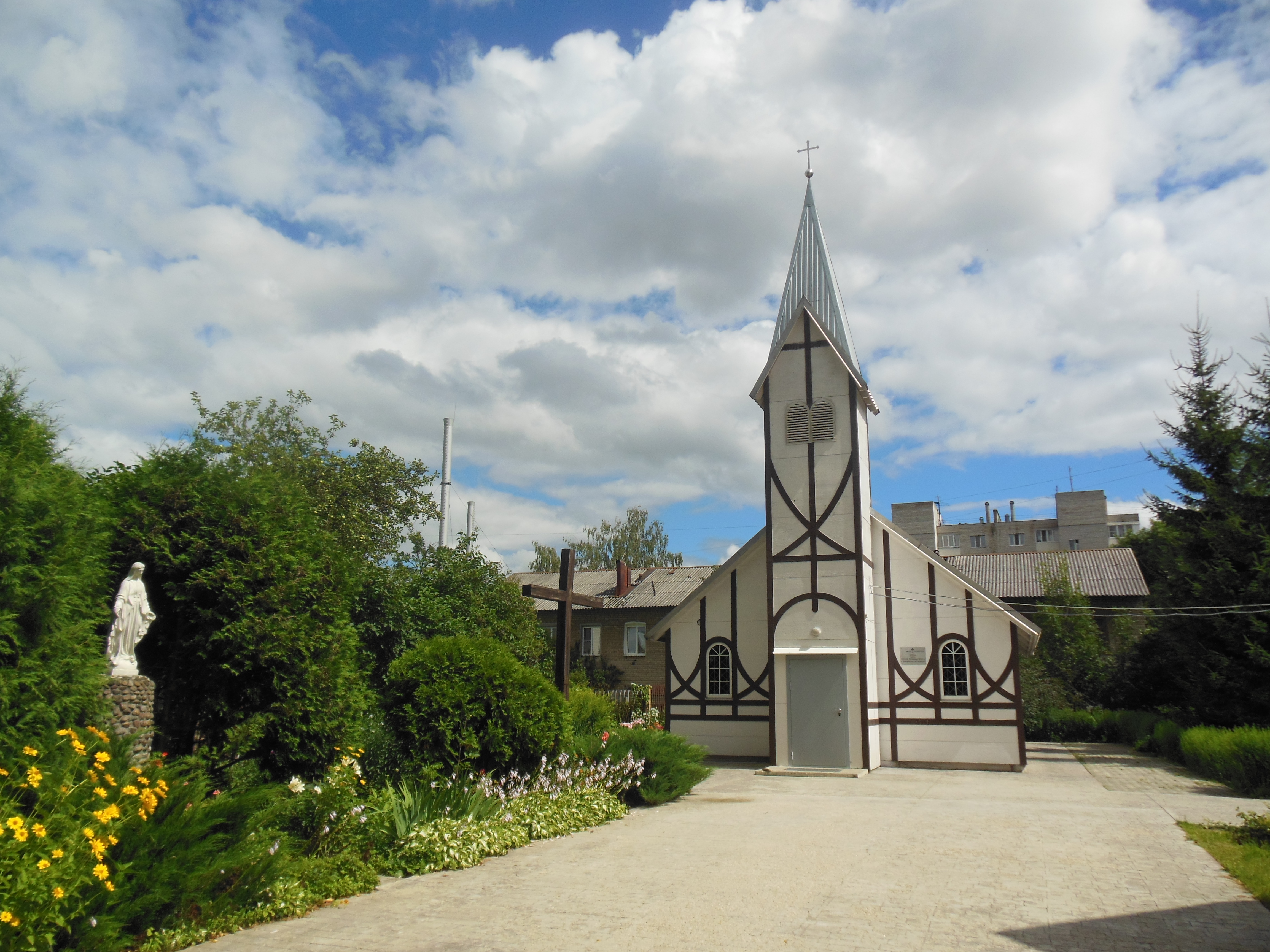
Храм св. Георгия в Калуге

- Калуга — храм Святого Георгия Великомученика
- Москва — церковь Святой равноапостольной княгини Ольги
- Мурманск — храм Святого Михаила Архангела
- Нижний Новгород — храм Успения Девы Марии
- Советск — храм Воскресения Христа
- Тверь — храм Преображения Господня

### Невозвращенные храмы
- Вологда — Церковь Воздвижения Святого Креста
- Калининград — храм Святого Семейства
- Киров — Храм Пресвятого Сердца Иисуса
- Рыбинск — храм Святейшего Сердца Иисуса
- Санкт-Петербург — Мальтийская капелла
- Смоленск — Храм Непорочного Зачатия Пресвятой Девы Марии